# ダニエル・サングーマ
ダニエル・サングーマ（Daniel Sangouma、1965年2月7日 - ）は、フランスの陸上競技選手。1988年ソウルオリンピックの銅メダリストである。インド洋に浮かぶフランスの海外県のレユニオン島サン＝ドニ出身。

## 経歴
サングーマは、200mの選手として、1985年のヨーロッパ室内選手権で4位。同年にパリで行われた世界室内競技大会では5位。翌年のヨーロッパ室内選手権も前年に引き続き4位となった。
サングーマは、1988年ソウルオリンピックでは200mと4×100mリレーに出場。200mは二次予選敗退に終わったが、サングーマと、ブルーノ・マリーローズ、ジル・ケネールブ、マクシ・モリニエールのメンバーで挑んだ4×100mリレーでは、38秒40のタイムで、ソ連、イギリスに次いで銅メダルを獲得した。
サングーマは、1990年のヨーロッパ選手権には100mと4×100mリレーに出場。100mは、上位6位までがイギリスとフランスの選手で占められる中、サングーマはイギリスのリンフォード・クリスティに次いで2位となる。さらに、4×100mリレーでは、サングーマとモリニエール、マリーローズそしてジャン＝シャルル・トゥルアバルのメンバーで、37秒79の世界新記録で優勝を果たした。この種目は、1961年以降は、1968年メキシコシティーオリンピックでジャマイカが1日だけ世界記録を保持したことがある以外はアメリカの独擅場であった種目であったが、ついにフランスがアメリカから世界記録を奪取した。しかし、1991年8月にアメリカは、前年奪われた4×100mリレーの世界記録をフランスから奪い返す。
サングーマは、1991年に東京で開催された世界選手権に出場。100mは準決勝で敗退するものの、4×100mリレーは前年の世界記録と同じメンバーで、世界記録を更新したアメリカに次いで2位となった。
サングーマは、ソウルに引き続き、1992年バルセロナオリンピックでは4×100mリレーに出場。この数年フランスの活躍がめざましい種目であったが、予選で5位に終わり決勝進出することができなかった。
サングーマは、1994年のヨーロッパ選手権では200mと4×100mリレーに出場。200mは準決勝で敗退したものの、4×100mリレーは38秒57で、4年前に引き続き連覇を果たした。

## 自己ベスト
- 100m – 10秒02 (1990年)
- 200m - 20秒20 (1989年)

## 主な実績
| 年   | 大会                     | 場所                      | 種目         | 結果 | 記録   |
| ---- | ------------------------ | ------------------------- | ------------ | ---- | ------ |
| 1988 | オリンピック             | ソウル(韓国)              | 4×100mリレー | 3位  | 38秒40 |
| 1989 | IAAFワールドカップ       | バルセロナ(スペイン)      | 100m         | 3位  | 10秒17 |
| 1990 | ヨーロッパ陸上選手権     | スプリト(ユーゴスラビア)  | 100m         | 2位  | 10秒04 |
| 1990 | ヨーロッパ陸上選手権     | スプリト (ユーゴスラビア) | 4×100mリレー | 1位  | 37秒79 |
| 1991 | 世界陸上選手権           | 東京(日本)                | 4×100mリレー | 2位  | 37秒87 |
| 1992 | ヨーロッパ室内陸上選手権 | パリ(フランス)            | 200m         | 2位  | 20秒64 |
| 1994 | ヨーロッパ室内陸上選手権 | パリ(フランス)            | 200m         | 1位  | 20秒68 |
| 1994 | ヨーロッパ陸上選手権     | ヘルシンキ(フィンランド)  | 4×100mリレー | 1位  | 38秒57 |